# Лемборско-Бытувская земля

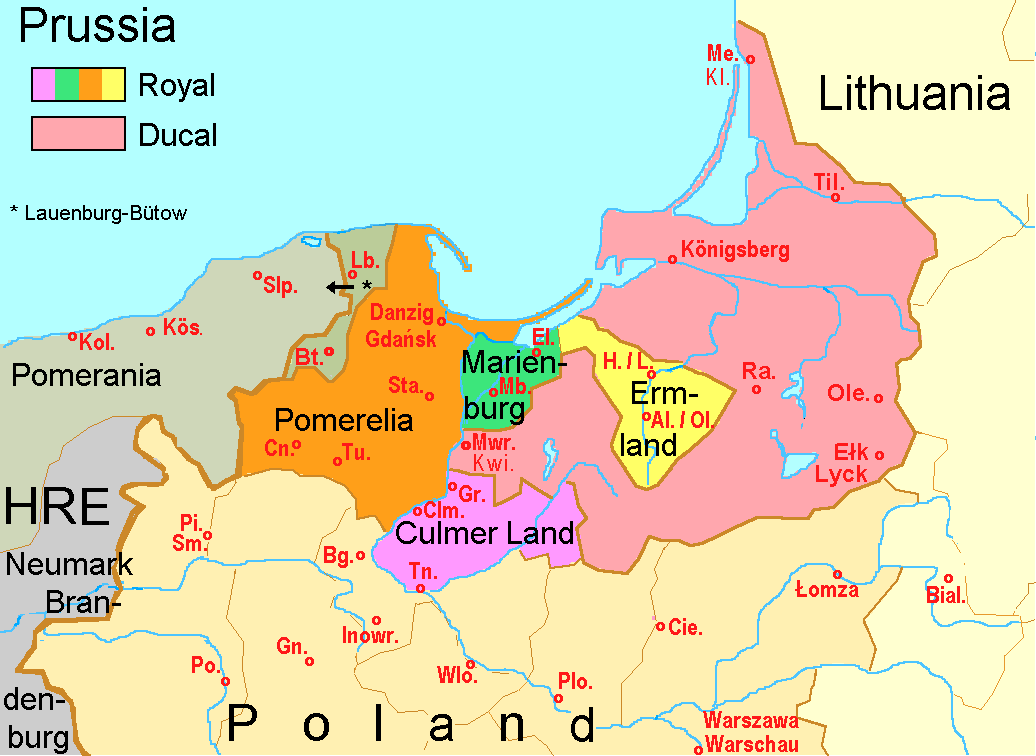
Померанские города Лемборк и Бытув, обозначенные как Lb. и Bt, переданные в ленное владение князьям Западной Померании в 1526 году

Лемборско-бытувская земля — историческая территория в Восточной Померании, состоящая из двух округов с центрами в Бытуве и Лемборке.

## История
Областью вокруг реки Лаба владела династия Грифичей, но территориями городов Славно и Слупск правила их боковая линия, Ратибориды, потомки князя Ратибора I. В 1227 году после угасания рода Ратиборидов территория не вернулась под контроль Грифичей, а перешла под власть династии Собеславичей. С 1294 года после пресечения династии Собеславичей начался спор между маркграфами Бранденбурга из династии Асканиев и Польским королевством, в результате которого Гданьское Поморье перешло под власть Тевтонского ордена. На рубеже 1309/1310 годов Тевтонский орден заплатил бранденбургским курфюрстам значительную сумму за отказ от претензий на Гданьское Поморье. В 1317 году тевтонские крестоносцы передали районы Славно и Слупска Вартиславу IV, князю Поморско-Вольгастскому. В 1321 году Вартислав IV подарил Лемборкско-Бытувскую землю своему маршалу Генриху Бехру. Его сын в 1329 году продал отцовские владения тевтонским крестоносцам.
В 1455—1460, с 1466 годах Лемборско-Бытувская земля принадлежала западно-поморским князьям, вначале на условиях определенной зависимости от Польского королевства, а с 1526 года как ленное владение. В 1637 году после смерти бездетного Богуслава XIV, последнего князя Западного Поморья, Лемборско-Бытувская земля была включена в состав Польши и была включена в состав Поморского воеводства, но с соблюдением определенной специфичности.
В 1637—1657 годах Лемборско-Бытувская земля входила в состав Поморского воеводства Речи Посполитой.

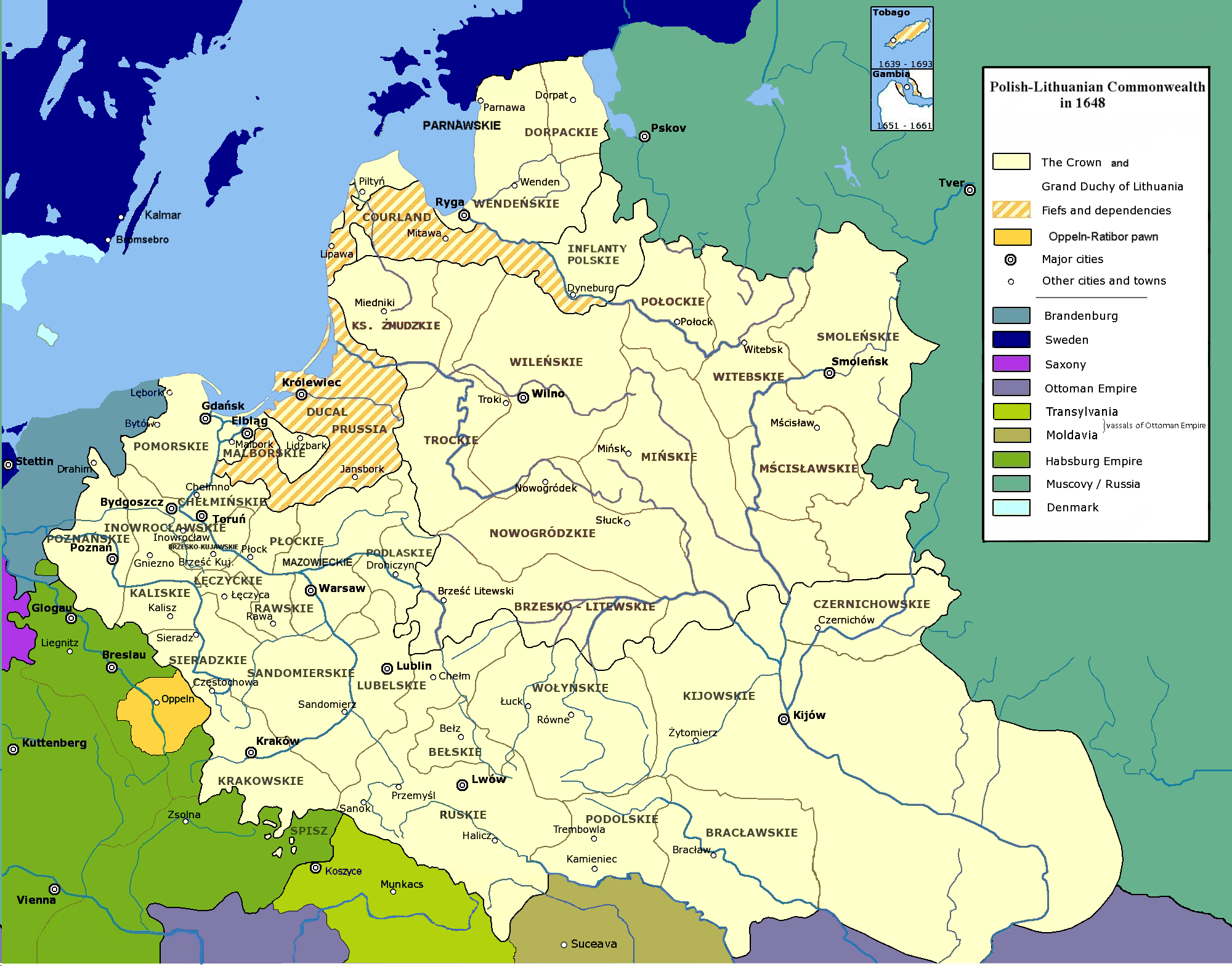
Речь Посполитая в 1648 году. Города Лемборк и Бытув входили в состав Поморского воеводства

В 1657 году после подписания Велявско-Быдгощского трактата между Речью Посполитой и Бранденбургом Лемборско-Бытувская земля перешла во владение курфюрстом Бранденбурга (с 1701 года королей Пруссии). Формально до 1772 года Лемборско-Бытувская земля считалась владением Речи Посполитой, но на самом деле республика её потеряла еще в 1657 году. Затем она входила в состав прусской провинции Померания (до 1804 года в отдельных вопросах принадлежала властям провинции Западная Пруссия). Несмотря на германизацию, на этих территориях населяли кашубы (в начале XX века они составляли примерно 50 тысяч человек).
В 1945 году после Второй мировой войны Лемборско-Бытувская земля вновь перешла в состав Польского государства (сейчас — Поморское воеводство).